# Sari d'Orcino
Sari d'Orcino (in francese Sari-d'Orcino, in corso Sari di Cinarca) è un comune francese di 314 abitanti situato nel dipartimento della Corsica del Sud nella regione della Corsica.

## Società

### Evoluzione demografica
Abitanti censiti